# Camponotus semoni
Camponotus semoni är en myrart som beskrevs av Auguste-Henri Forel 1905. Camponotus semoni ingår i släktet hästmyror, och familjen myror. Inga underarter finns listade.